# Krzysztof Koper
Krzysztof Andrzej Koper (ur. 28 listopada 1973 w Krakowie) – polski nauczyciel, autor monografii, albumów i przewodników o Pieninach i Krościenku nad Dunajcem.

## Życiorys
Ukończył Liceum Ogólnokształcące im. Stefana Żeromskiego w Krościenku nad Dunajcem oraz studia w zakresie polonistyki i historii w Wyższej Szkole Pedagogicznej w Krakowie.
Do roku 2017 pracował na stanowisku dyrektora w Publicznym Gimnazjum im. Jana Pawła II w Krościenku nad Dunajcem, a po jego przekształceniu w szkołę podstawową – na stanowisku dyrektora Szkoły Podstawowej nr 2 im. Jana Pawła II w Krościenku nad Dunajcem, będąc jednocześnie nauczycielem historii w tej szkole.
Krzysztof Koper przez wiele lat prowadził stronę internetową o historii Krościenka nad Dunajcem (www.kroscienko.com.pl). Był współzałożycielem i do 2005 roku Wiceprezesem Zarządu ds. Wydawniczych Oddziału Polskiego Towarzystwa Historycznego w Nowym Targu. Jest redaktorem naczelnym kwartalnika „Ze Stolicy Pienin”, członkiem redakcji Pienińskiego Portalu Informacyjnego „Pieninyinfo.pl” i członkiem Zespołu Historycznego Pienińskiego Oddziału PTTK w Szczawnicy. 
Mieszka przy ulicy Pienińskiej w Krościenku nad Dunajcem.

## Dorobek
Krzysztof Koper jest autorem monografii, albumów i przewodników po Pieninach i Krościenku nad Dunajcem, w tym:
- Z dziejów Krościenka nad Dunajcem, 2005, Zakład Poligraficzny „MK” s.c., nakładem Polskiego Towarzystwa Historycznego, Nowy Targ, 2005, ISBN 83-60306-02-8, ISBN 83-60306-10-9, wydanie 2, poprawione, 2006
- Krościenko – Grywałd. Wspomnienie z Pienin, 2007, Zakład Poligraficzny „MK” s.c., ISBN 978-83-60306-16-1
- Mały przewodnik historyczny po Krościenku nad Dunajcem: 660 lat lokacji miasta (1348–2008), 2008, ISBN 978-83-60306-31-4
- Mały przewodnik historyczny po Pieninach, 2009, Zakład Poligraficzny „MK” s.c., ISBN 978-83-60306-44-4
- W Dolinie Dunajca – obrazki z przeszłości, 2012, Zakład Poligraficzny „MK” s.c., Zakład Poligraficzny Agencji Wydawniczej Interster SA, ISBN 978-83-60306-81-9.

Jest również autorem artykułów w „Pracach Pienińskich” (od 2004 roku), czasopiśmie „Polski Region Pieniny”, „Almanachu Nowotarskim” oraz artykułów popularyzujących wiedzę o regionie w lokalnych czasopismach, gazetach i mediach społecznościowych.